# Schrozberg
Schrozberg è un comune tedesco di 5 908 abitanti,, situato nel land del Baden-Württemberg.